# Hasta el cielo
 (mai 2023).

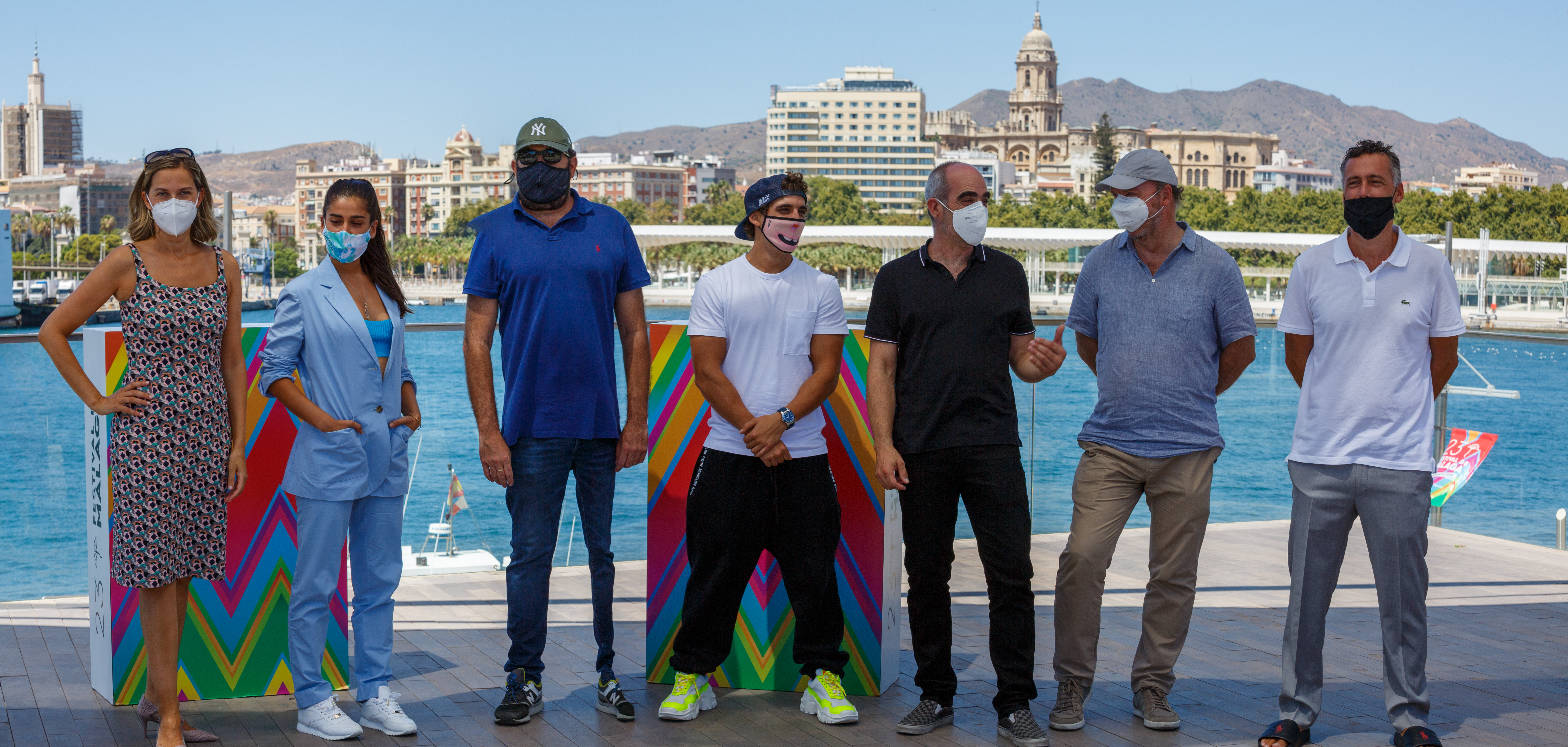
Festival de Malaga 2020 - Équipe Hasta el cielo.
L'équipe du film Hasta el cielo lors de la séance photo de présentation du film au Festival de Malaga 2020.

Hasta el cielo est un film espagnol réalisé par Daniel Calparsoro, sorti en 2021. 

## Synopsis
Le film suit la carrière criminelle d'Angel, jeune homme de la banlieue madrilène, après sa rencontre avec Estrella dans un club.

## Fiche technique
- Titre : Hasta el cielo
- Réalisation : Daniel Calparsoro
- Scénario : Jorge Guerricaechevarría
- Photographie : Josu Inchaustegui
- Montage : Antonio Frutos
- Production : Emma Lustres, Borja Pena
- Distribution : Universal Pictures (Espagne), Netflix (monde)
- Sociétés de production : Instituto de la Cinematografía y de las Artes Audiovisuales, Movistar+, Radio Televisión Española, VacaFilms et TeleMadrid
- Pays d'origine :  Espagne
- Langue originale : espagnol
- Genre : thriller
- Durée : 121 minutes
- Dates de sortie :
  - Espagne : 18 décembre 2020
  - France : 3 août 2021

## Distribution
- Miguel Herrán (VF : Donald Reignoux) : Angel
- Carolina Yuste : Estrella
- Asia Ortega (VF : Olivia Dalric) : Sole
- Luis Tosar : Rogelio
- Fernando Cayo (VF : Gwendal Anglade) : Duque
- Patricia Vico : Mercedes
- Ayax Pedrosa (VF : Olivier Peissel) : Motos
- Néstor Arnas (VF : Vincent Bonnasseau) : Castro
- Fidel Betancourt (VF : Antoine Ferey) : Limon
- César Mateo (VF : Marc Arnaud) : Fernando
- Valdivielso Fernando (VF : Swan Demarsan) : Policier

Doublage en français
- Société de doublage : Dubbing Brothers

Source : RS Doublage